# Le Crime du siècle (film)
Ne doit pas être confondu avec Le Crime du siècle (téléfilm).
Pour plus de détails, voir Fiche technique et Distribution.
Le Crime du siècle (Indagine su un delitto perfetto) est un giallo italien, réalisé par Giuseppe Rosati, sorti en 1978, avec Gloria Guida, Leonard Mann, Adolfo Celi, Joseph Cotten, Anthony Steel, Alida Valli et Janet Ågren dans les rôles principaux.

## Synopsis
Le riche président d'une multinationale décède dans un accident d'avion. Son héritage et sa succession attirent les convoitises de son entourage.

## Fiche technique
- Titre : Le Crime du siècle
- Titre original : Indagine su un delitto perfetto
- Réalisation : Giuseppe Rosati (sous le nom d'« Aaron Leviathan »)
- Scénario : Giuseppe Rosati
- Photographie : Jerry Delawaree (de)
- Musique : Carlo Savina
- Montage : Franck Robertson
- Direction artistique : Robert Frogs
- Producteur : Anselmo Parrinello
- Société(s) de production : C.L.C. Cooperativa Lavoratori Cinematografici
- Pays d'origine :  Italie
- Genre : Giallo
- Durée : 92 minutes
- Dates de sortie :
  -  Italie : 24 novembre 1978

## Distribution
- Gloria Guida : Alice
- Leonard Mann : Paul De Revere
- Joseph Cotten : Sir Arthur Dandy
- Adolfo Celi : Sir Harold Boyd
- Anthony Steel : inspecteur Jeff Hawks
- Alida Valli : Lady Clementine
- Janet Agren : Lady Gloria Boyd
- Paul Muller : Gibson
- Franco Ressel : sergent Phillips
- Anthony Freeman
- Claudio Gora
- Elio Stefanizzi
- Kenneth Benda (en)
- Tom Felleghy
- Maria Tedeschi (it)